# Anisodes
Anisodes is een geslacht van vlinders uit de familie van de spanners (Geometridae).

## Soorten
Deze lijst van 305 stuks is mogelijk niet compleet.
- A. absconditaria (Walker, 1862)
- A. acampes (Prout, 1938)
- A. acomposthena (Prout, 1936)
- A. acritophyrta (West, 1930)
- A. aedes (Prout, 1938)
- A. aequalipunctata (Dognin, 1901)
- A. aguzata (Dognin, 1893)
- A. albidiscata (Warren, 1857)
- A. alienaria (Walker, 1862)
- A. ampligutta (Prout, 1938)
- A. anablemma (Prout, 1938)
- A. annularis (C. Felder, 1875)
- A. antennaria (E.D. Jones, 1921)
- A. apogona (Prout, 1938)
- A. aquila (Schaus, 1912)
- A. arenosaria (Moore, 1887)
- A. argenticristata (Warren, 1901)
- A. argentosa (Prout, 1920)
- A. argyromma (Warren, 1896)
- A. argyromyces (Prout, 1938)
- A. aspera (Warren, 1901)
- A. atrimacula (Dognin, 1911)
- A. aurantiata (Warren, 1904)
- A. auricosta (Prout, 1916)
- A. aurora (Warren, 1903)
- A. binocellaria (Herrich-Schäffer, 1855)
- A. bipartita (Warren, 1900)
- A. bipunctata (Warren, 1904)
- A. bisecta (Warren, 1906)
- A. bizaria (D. Jones, 1921)
- A. brevipalpis (Dognin, 1913)
- A. caducaria (Möschler, 1886)
- A. calama (Prout, 1920)
- A. castraria (Schaus, 1901)
- A. circummaculata (Holloway, 1976)
- A. clandestina (Prout, 1918)
- A. coenosata (Warren, 1907)
- A. colysirrhachia (Prout, 1938)
- A. compacta (Warren, 1898)
- A. concinnipicta (Prout, 1918)
- A. conferta (Warren, 1900)
- A. confiniscripta (Warren, 1896)
- A. connexa (Prout, 1907)
- A. contrariata (Walker, 1861)
- A. cora (Prout, 1920)
- A. costinotata (Warren, 1900)
- A. coxaria (Guenée, 1858)
- A. cristata (Warren, 1899)
- A. curtisi (Prout, 1920)
- A. dalmatensis (Holloway, 1979)
- A. decretaria (Walker, 1862)
- A. decussata (Scheller & Sepp, 1855)
- A. denticulata (Hampson, 1895)
- A. dewitzi (Prout, 1920)
- A. dicycla (Prout, 1936)
- A. difficilis (Prout, 1920)
- A. dilogia (Prout, 1938)
- A. dimerites (Prout, 1932)
- A. diplosticta (Prout, 1918)
- A. discofera (Swinhoe, 1894)
- A. dispergaria (Möschler, 1881)
- A. dispilota (Prout, 1920)
- A. dithyma (Prout, 1938)
- A. dognini (Prout, 1934)
- A. dotilla (Swinhoe, 1894)
- A. dulcicola (Dognin, 1911)
- A. effeminata (Prout, 1914)
- A. endospila (Prout, 1920)
- A. eos (Prout, 1916)
- A. epicoccastria (Prout, 1920)
- A. evocata (Prout, 1938)
- A. exaucta (Warren, 1907)
- A. fantomaria (Schaus, 1900)
- A. fasciata (Dognin, 1912)
- A. fastidiosa (Dognin, 1900)
- A. faustina (Prout, 1920)
- A. ferruginata (Warren, 1900)
- A. festiva (Warren, 1906)
- A. flavicornis (Warren, 1906)
- A. flavidiscata (Warren, 1904)
- A. flavipuncta (Warren, 1906)
- A. flavirubra (Warren, 1896)
- A. flavispila (Warren, 1896)
- A. flavissima (Warren, 1907)
- A. flavistigma (Warren, 1907)
- A. frenaria (Guenée, 1858)
- A. furcata (Warren, 1896)
- A. geranium (Prout, 1917)
- A. germaini (Prout, 1938)
- A. gigantula (Warren, 1904)
- A. globaria (Guenée, 1858)
- A. glomerata (Warren, 1903)
- A. gloria (Robinson, 1975)
- A. gracililinea (Warren, 1907)
- A. granillosa (Dognin, 1893)
- A. griseata (Warren, 1896)
- A. griseomixta (Warren, 1907)
- A. harrietae (Robinson, 1975)
- A. heterostigma (Dognin, 1912)
- A. heydena (Swinhoe, 1894)
- A. hieroglyphica (Warren, 1904)
- A. hirtifemur (Prout, 1932)
- A. hirtipalpis (Prout, 1932)
- A. hypocris (Prout, 1928)
- A. hypomion (Prout, 1933)
- A. ignea (Warren, 1907)
- A. illepidaria (Guenée, 1858)
- A. illinaria (Guenée, 1858)
- A. imparistigma (Warren, 1904)
- A. imperialis (Berio, 1937)
- A. inaequalis (Warren, 1902)
- A. incumbens (Prout, 1920)
- A. indecisa (Warren, 1907)
- A. iners (Prout, 1920)
- A. inhibita (Prout, 1938)
- A. inquinata (Dognin, 1906)
- A. insigniata (Warren, 1900)
- A. insitiva (Prout, 1920)
- A. intermixtaria (Swinhoe, 1892)
- A. interpulsata (Walker, 1861)
- A. intortaria (Guenée, 1858)
- A. irregularis (Warren, 1896)
- A. japaria (Jones, 1921)
- A. jocosa (Warren, 1896)
- A. jonaria (Schaus, 1901)
- A. khakiata (Warren, 1907)
- A. kohensis (Holloway, 1979)
- A. lancearia (Felder, 1875)
- A. landanata (Mabille, 1897)
- A. lateritiaria (Herrich-Schäffer, 1855)
- A. lateritica (Holloway, 1979)
- A. lautokensis (Prout, 1929)
- A. lechriostropha (Turner, 1941)
- A. leonaria (Walker, 1861)
- A. leptopasta (Turner, 1908)
- A. leucaniata (Warren, 1906)
- A. lichenea (Warren, 1900)
- A. liosceles (Prout, 1938)
- A. longidiscata (Warren, 1904)
- A. lutearia (Dewitz, 1881)
- A. lutosicosta (Prout, 1938)
- A. lyciscaria (Guenée, 1858)
- A. maculidiscata (Warren, 1904)
- A. major (Dognin, 1911)
- A. marginepunctata (Dognin, 1902)
- A. maroniensis (Dognin, 1906)
- A. matthias (Prout, 1925)
- A. maximaria (Guenée, 1858)
- A. mediolineata (Warren, 1904)
- A. megista (Druce, 1892)
- A. melantroches (Prout, 1938)
- A. melitia (Druce, 1892)
- A. mesocupha (Prout, 1938)
- A. mesotoma (Prout, 1920)
- A. metamorpha (Prout, 1925)
- A. mezclata (Dognin, 1893)
- A. microsticta (Turner, 1918)
- A. minorata (Warren, 1897)
- A. mionectes (Prout, 1938)
- A. misella (Prout, 1932)
- A. monera (Schaus, 1901)
- A. monetaria (Guenée, 1858)
- A. morbosa (Dognin, 1910)
- A. nebuligera (Butler, 1881)
- A. nebulosata (Walker, 1862)
- A. nepheloscia (Prout, 1933)
- A. nephelospila (Meyrick, 1889)
- A. nesidica (Prout, 1931)
- A. nigricosta (Warren, 1896)
- A. nigropustulata (Warren, 1900)
- A. niveopuncta (Warren, 1897)
- A. niveostilla (Prout, 1934)
- A. nivestrota (Dognin, 1914)
- A. nodigera (Butler, 1881)
- A. nudaria (Guenée, 1858)
- A. obliviaria (Walker, 1861)
- A. obrinaria (Guenée, 1858)
- A. obstataria (Walker, 1861)
- A. obviata (Prout, 1932)
- A. ockendeni (Prout, 1920)
- A. ocularis (Warren, 1900)
- A. ochraria (Swinhoe, 1902)
- A. ochricomata (Warren, 1904)
- A. oothesia (Prout, 1920)
- A. orboculata (Prout, 1922)
- A. ordinata (Walker, 1862)
- A. palingenes (Prout, 1923)
- A. palirrhoea (Prout, 1920)
- A. pantophyrta (Prout, 1932)
- A. paragloria (Holloway, 1979)
- A. paratropha (Prout, 1920)
- A. parciscripta (Warren, 1907)
- A. parcisquamata (Prout, 1910)
- A. parvidens (Warren, 1907)
- A. patruelis (Moore, 1887)
- A. paucinotata (Warren, 1901)
- A. pauper (Butler, 1887)
- A. penumbrata (Warren, 1895)
- A. pepira (Prout, 1938)
- A. perpunctulata (Prout, 1938)
- A. perscripta (Warren, 1896)
- A. pictimaculis (Prout, 1929)
- A. pilibrachia (Prout, 1920)
- A. pintada (Dognin, 1893)
- A. plenistigma (Warren, 1901)
- A. plethophora (Prout, 1938)
- A. poeciloptera (Prout, 1920)
- A. poliotaria (Dyar, 1913)
- A. polysticta (Prout, 1932)
- A. pomidiscata (Warren, 1904)
- A. porphyropis (Meyrick, 1888)
- A. portenta (Prout, 1936)
- A. posticamplum (Swinhoe, 1892)
- A. posticipuncta (Prout, 1938)
- A. praetermissa (Bastelberger, 1908)
- A. prionodes (Meyrick, 1886)
- A. privata (Walker, 1861)
- A. proconcava (Prout, 1932)
- A. prunelliaria (Herrich-Schäffer, 1855)
- A. psilomera (Prout, 1936)
- A. ptochopoea (Prout, 1936)
- A. pulvinaris (Warren, 1902)
- A. punctata (Warren, 1897)
- A. punctulosa (Warren, 1904)
- A. pyrrhocrica (Prout, 1926)
- A. radiata (Warren, 1897)
- A. raspata (Dognin, 1900)
- A. recreta (Prout, 1938)
- A. recumbens (Warren, 1902)
- A. recusataria (Walker, 1862)
- A. renifera (Prout, 1922)
- A. renistigma (Prout, 1910)
- A. resignata (Prout, 1938)
- A. rhodobapta (Turner, 1941)
- A. rhodostigma (Warren, 1904)
- A. roseofusa (Warren, 1896)
- A. rotundata (Warren, 1897)
- A. rubrannulata (Prout, 1910)
- A. rudis (Prout, 1920)
- A. ruficeps (Warren, 1907)
- A. ruficosta (Warren, 1905)
- A. rufifrons (Prout, 1938)
- A. rufiplaga (Warren, 1903)
- A. rufistigma (Warren, 1904)
- A. rufulata (Warren, 1904)
- A. sabulosa (Warren, 1895)
- A. samoana (Warren, 1897)
- A. sarawackaria (Guenée, 1858)
- A. scintillans (Warren, 1907)
- A. sciota (Turner, 1908)
- A. scriptata (Walker, 1861)
- A. seposita (Prout, 1922)
- A. silas (Schaus, 1912)
- A. sopater (Schaus, 1912)
- A. sordida (Dognin, 1910)
- A. sordidata (Warren, 1896)
- A. spadix (Prout, 1922)
- A. spatara (Dognin, 1900)
- A. spectabilis (Prout, 1938)
- A. spiculifer (Warren, 1907)
- A. spissata (Warren, 1900)
- A. sticta (Turner, 1941)
- A. stigmatilinea (Prout, 1920)
- A. stramineata (Warren, 1900)
- A. stricticata (Warren, 1906)
- A. striginota (Prout, 1938)
- A. subaenescens (Warren, 1904)
- A. subalbescens (Warren, 1903)
- A. subcarnearia (Warren, 1900)
- A. subdolaria (Swinhoe, 1885)
- A. suberea (Dognin, 1900)
- A. sublanuginosa (Warren, 1903)
- A. sublunata (Swinhoe, 1904)
- A. subpallida (Warren, 1900)
- A. subrosea (Warren, 1906)
- A. subroseata (Walker, 1862)
- A. subrubrata (Warren, 1905)
- A. subsimilis (Warren, 1897)
- A. subviolescens (Warren, 1906)
- A. superflua (Warren, 1897)
- A. suspiciens (Prout, 1922)
- A. sypharia (Guenée, 1858)
- A. sypharioides (Prout, 1920)
- A. taiwana (Wileman, 1911)
- A. temperata (Prout, 1936)
- A. tenuilinea (Warren, 1902)
- A. terrens (Warren, 1906)
- A. tharossa (Druce, 1899)
- A. thermosaria (Walker, 1862)
- A. timotheus (Schaus, 1912)
- A. tolinta (Schaus, 1901)
- A. torsivena (Warren, 1904)
- A. transecta (Schaus, 1912)
- A. tricrista (Prout, 1925)
- A. turneri (Prout, 1920)
- A. tychicus (Schaus, 1912)
- A. urcearia (Guenée, 1858)
- A. variospila (Warren, 1901)
- A. viator (Prout, 1920)
- A. vineotincta (Schaus, 1912)
- A. violens (Prout, 1936)
- A. vuha (Schaus, 1929)
- A. warreni (Dognin, 1913)
- A. xenocometes (Prout, 1938)
- A. zeuctospila (Prout, 1920)